# 111号艦
| 艦歴               | 艦歴 |
| ------------------ | --- |
| 計画               | 第四次海軍軍備充実計画                                                                                                   |
| 起工               | 1940年11月7日 |
| 進水               | |
| 就役               | |
| 退役               | |
| 除籍               | |
| その後             | 1942年建造中止、解体 |
| 性能諸元（計画値） | |
| 排水量             | 基準：64,000トン 公試：68,200トン 満載：71,100トン                                                                       |
| 全長               | 263.0m（279.0mとも） |
| 全幅               | 38.9m |
| 平均喫水           | 10.4m（公試状態） |
| 主缶               | ロ号艦本専焼式12基 |
| 主機               | 艦本式タービン4基4軸150,000馬力                                                                                          |
| 速力               | 27.0ノット |
| 航続距離           | 16ノットで7,200浬 |
| 乗員               | 約2,500名 |
| 兵装               | 45口径46cm3連装砲 3基 60口径15.5cm3連装砲 4基 長10センチ連装高角砲 6基 25mm3連装機銃 8基 13mm連装機銃 2基 カタパルト 2基 |
| 装甲               | 舷側 410mm 甲板 230mm 主砲防盾 650mm （数値はいずれも最大）                                                              |
| 搭載機             | 最大6機（機種不明） |

111号艦（ひゃくじゅういちごうかん）は、第四次海軍軍備充実計画（④計画）により大和型戦艦四番艦として計画され呉海軍工廠で建造された戦艦であるが、未完成のまま工事中止、解体された。艦名は紀伊を予定していたとされるが、明確な根拠はない。

## 建造開始
1936年（昭和11年）のワシントン海軍軍縮条約の失効を見越して新戦艦建造の研究をすすめていた日本海軍は、欧米列強の新世代戦艦に対抗すべく、4隻の新戦艦を建造する“A-140計画”をまとめた。第三次海軍軍備充実計画により、1937年（昭和12年）11月4日に呉海軍工廠で一号艦（後の大和）を起工した。
1938年（昭和13年）3月29日に三菱重工業長崎造船所で二号艦（後の武蔵）を起工した。1940年（昭和15年）8月8日、「大和」は進水する。
続いて第四次海軍軍備充実計画により、

大和進水から約3ヶ月後の同年11月7日、呉海軍工廠は本艦（111号艦）を起工した。110号艦（横須賀海軍工廠、昭和15年5月4日起工）と111号艦は、金剛型戦艦霧島と榛名の代艦であった。
基本性能・要目は先行2隻（大和、武蔵）と変わらないが、110号艦（信濃）および111号艦（本艦）では、様々な問題点の改良が図られている。
- 副砲防御の強化[18]
- 旗艦設備・居住性・爆弾防禦等を改良[17]
- 舷側装甲、水平装甲厚は過大であるとして[17]、10mmずつ削減され400mmと190mmに削減[5]。バーベット部分の装甲厚も560mmから540mmに削減
- 機雷や艦底起爆魚雷に対し、機関部の防御力を強化[18]。具体的には艦底の二重底部分を三重底とし[17]、50mmDS鋼板を貼り足す[5]。機関部など重要箇所には12mmDS鋼板による三重底部分を新設（大和、武蔵が艦底下2.5mでTNT炸薬200kgの炸裂に耐えられるのに対し、300kgの炸裂にまで耐えることが可能）[18]
- スクリュープロペラの直径とピッチの変更
- 対空火器として10cm連装高角砲を搭載する予定だった[2][3]。砲の製造能力と予算上の制約のために見合わされたという説もある[18]。

## 建造中止
1945年（昭和20年）10月の竣工を目指して、1940年（昭和15年）11月7日に111号艦は起工した。だが「大和」の残工事が予想以上に残っており、さらに同艦の竣工時期を1942年（昭和17年）6月上旬から1941年（昭和16年）12月上旬に繰り上げたため、呉海軍工廠の努力は111号艦ではなく「大和」に集中した。111号艦の工事は「大和」の目途がついた1941年（昭和16年）3月頃から順調に進むようになったが、二重底を設置して舷側甲鉄を組み上げ、前後防御囲壁設置工事中に工事中止指令が出される。
太平洋戦争直前の日本海軍内では時間を要する大型艦の建造よりも軽艦艇・輸送船舶の急造や損傷艦艇の修復計画が優先されており、1942年（昭和17年）初頭の真珠湾攻撃やマレー沖海戦などで航空攻撃により戦艦が撃沈されることが証明されるよりも前に、110号艦や本艦の建造中止がすでに決定されていた。
1942年（昭和17年）6月上旬のミッドウェー海戦で日本海軍は主力空母4隻を一挙に喪失、横須賀海軍工廠の110号艦（信濃）は空母に改造されることになった。一方、呉海軍工廠は改大鳳型航空母艦2隻と改飛龍型航空母艦5隻の建造を割りあてられ、造船ドックから111号艦をどけなくてはならなくなった。呉工廠は寸法を縮めた空母改造試案を出したが断念し、111号艦の二重底は5つに分解され、ポンツーン（浮桟橋）として再利用された。また111号艦以降の超大和型戦艦も、同様に計画中止となった。

## その後
111号艦建造のために製造・集積されていた各種資材は、後に様々な艦艇の建造材料や修復のため転用された。一部は横須賀の110号艦（信濃）にも転用されたという。伊勢型戦艦2隻（伊勢、日向）を航空戦艦に改造する際にも一部が使用されている。また呉海軍工廠で行われたドイツ客船シャルンホルスト（空母神鷹）の空母改造工事にも用いられた。

## 名称
本艦の名称には異論や異説が多いが、完成時には日本の旧国名から採られる予定だった。111号艦に採用されるはずだった名称は『紀伊』であったとされることが多く、第二復員局の海軍関係者が1951年（昭和26年）にまとめた資料で確認できる。太平洋戦争中に刊行された『ジェーン海軍年鑑』では、日本海軍の4万トン級新型戦艦（大和型戦艦）の艦名について「日進」「高松」「紀伊」「尾張」「土佐」と推定したが、111号艦（4番艦）の具体的な艦名については言及していない。

## 登場作品

### 本
- 伊藤正徳 『連合艦隊の最期』　『大海軍を想う』
- 子竜螢原作・神矢みのる『不沈戦艦紀伊』 （学研）
- 松本零士 『超時空戦艦まほろば』 （小学館）

### アニメ
- 『劇場版 ハイスクール・フリート』
佐世保女子海洋学校所属の超大型直接教育艦として登場。艦名は「紀伊」。

### ゲーム
- 『ストライカーズ1945』
「大和級戦艦　紀伊」として日本ステージのボスとして登場。艦橋を破壊すると三番主砲塔がロボットに変形する。

### 注
1. ↑  三.戰艦信濃及紀伊の建造工事中止[6]　④計畫に基く戰艦信濃及紀伊は夫々横須賀及呉海軍工廠に於て起工(紀伊は予定より六ヶ月繰上げ)し二重底迄の船殻工事を終つた時期に主として甲鈑の製造遅延の為一時建造工事を中止するに至つたが後日開戰後の軍備戰備計畫の大改變に基き信濃は航空母艦として再現せしめ得たが紀伊は遂に解体することとなつたものである。
2. ↑  (略)[23]　水防だけを完全のものとした後に5箇のポンツーンに切断されて出渠し、浮桟橋代用として戦時中諸処に使用せられて最後を遂げた次第でしたが、防禦甲鉄を張った床面は丁度碁盤の上の碁石のように大きな鋲頭が奇麗に列んでおったのは今でも印象に残っています。
3. ↑  一.戰艦[25]　近い将來戰艦比率は對米五割又は○以下になることが發見されたので量的保持を一時断念し、武蔵、大和の如き超巨大戰艦を出現せしめ個艦威力の隔絶を以て對抗することとする。斯くて③④計畫に於て大和型戰艦四隻の建造を進めたばかりでなく更に次期軍備の⑤及⑥計畫に於ては夫々三隻及四隻計七隻の追加充費を腹案した。(駐)但し情勢の急變に對處し④以後の戰艦は建造中止又は未起工となり信濃のみが後日空母として竣工した外遂に實現の運びとならなかつた。
4. ↑  日米兩國の建艦競爭　英海軍年鑑が表示　兩國とも航空母艦と戰艦に専念[27]『ロンドン五月十四日』世界海軍の権威として知られる英國の海軍年鑑「ヂエーンス　フアイテング　シツプ』一九四年版は日米兩國が有史以來の大建艦競爭をしてゐる事を記載し左の如く其の概異を述べてゐる　日本は四万噸以上の戰闘艦五隻を建造或は建造に着手して居り其中 日進 高松の二隻は完成或は完成に近く紀伊 尾張 土佐の三艦も最早遠からず完成するに近いと思惟される　此中の最後の起工はニヶ年半前であつたと云つてゐる之に反し　米國は戰闘艦十七隻と巡洋戰艦六隻の建艦を計畫した外航空母艦十一隻巡洋艦四十隻と驅逐艦多數の建造に着手してゐる　此中ワシントン級三万五千噸六隻は既に進水し二隻は就役してゐる　四万五千噸のアイオワ級六隻とモンタナ級五隻は夫々建造中或は寄港中であり巡洋艦アラスカ級六隻は一九四一年十二月に起工したと云つてゐる　尚ほ日本海軍は一万二千噸或は一万五千噸級の大型巡洋艦で秩父級のもの三隻を新たに建造してゐるが之等の　装備は十二吋砲六門であると云つてゐる　因に日本の建艦計畫は或る程度疑門で日進は航空母艦に變更される事も考慮され高松は珍袖戰艦として現はれるのではないかと想像されてゐる　但し二艦とも四萬噸と記されてはゐる　日本巡洋艦　驅逐艦は前版より幾分増加の程度である　日本潜水艦數は現在八十隻以上と云つてゐる（記事おわり）